# Camarotoscena speciosa
Camarotoscena speciosa är en insektsart som först beskrevs av Flor 1861.  Camarotoscena speciosa ingår i släktet Camarotoscena och familjen rundbladloppor. Inga underarter finns listade i Catalogue of Life.